# Distretto di Wuying
Il distretto di Wuying (五营区S, Wǔyíng QūP) è un distretto della Cina, situato nella provincia di Heilongjiang e amministrato dalla prefettura di Yichun.